# Nenad Beđik
Nenad Bedik (ur. 14 kwietnia 1989 w Suboticy) – serbski wioślarz.

## Osiągnięcia
- Mistrzostwa Świata Juniorów – Amsterdam 2006 – czwórka podwójna – 11. miejsce[1].
- Mistrzostwa Świata Juniorów – Pekin 2007 – dwójka podwójna – 6. miejsce[1].
- Mistrzostwa Europy – Brześć 2009 – czwórka bez sternika – 7. miejsce[1].